# Улица Арсенија Чарнојевића (Сомбор)
| Улица Арсенија Чарнојевића | Улица Арсенија Чарнојевића                                                |
| -------------------------- | ------------------------------------------------------------------------- |
|                            |                                                                           |
| Почетак                    | Раскрсница Венац војводе Степе Степановића и Венац војвоје Петра Бојовића |
| Крај                       | Улица Самка Радосављевића                                                 |
| Дужина                     | око 370 m                                                                 |
| Ширина                     | 20 до 22 m                                                                |
| Створена                   |                                                                           |
| Названа                    |                                                                           |
| Стари називи               | Мађарска                                                                  |
|                            |                                                                           |
|                            |                                                                           |
| Поглед на улицу            |                                                                           |

Улица Арсенија Чарнојевића је једна од градских улица у Сомбору, седишту Западнобачког управног округа. Протеже се правцем који повезује раскрсницу на којој се спајају Венац војводе Степе Степановића и Венац војводе Петра Бојовића, и на другој страни Улица Самка Радосављевића. Дужина улице је око 370 м.

## Назив улице
Улица се у прошлости звала Мађарска улица.
Улица данас носи назив по Српском патријарху Арсенију III Чарнојевићу (Бајице, 1633 - Беч, 1706), под чијим вођством се одиграла велика Сеоба Срба.

## Суседне улице
- Венац војводе Степе Степановића
- Венац војвоје Петра Бојовића
- Улица Белог голуба
- Улица Самка Радосављевића

## Улицом Арсенија Чарнојевића
Улица Арсенија Чарнојевића је улица у којој се налази већи број продајних објеката, продавница, фирми, угоститељских објеката. До недавно је то била улица са једноспратним, двоспратним кућама, да би у последњих неколико година у њој саграђено неколико стамбених зграда.

### Значајније институције и објекти у улици[3]
- Јавни бележник, на броју 1
- Судски тумач за немачки језик, на броју 1
- Ватрогасна станица Сомбор, на броју 4

Редовна градска ватрогасна служба у Сомбору је заведена одлуком Магистрата 1763. године, и током година се развијала и усавршавала. Шездесетих година 20. века ватрогасна служба смештена је у кућу на углу улице Арсенија Чарнојевића и Венца Степе Степановића, где се и данас налази. Од деведесетих година 20. века градска ватрогасна служба организационо је постала део МУП-а.
- Триглав Осигурање, на броју 5
- Синагога маркет, на броју 8
- Апотека Випера, на броју 10
- Апотека Зегин, на броју 10
- Ауто школа Сале, на броју 10
- Боја д.о.о. Сомбор , на броју 16

Предузеће је основано 1953 године, а његове делатности су производња регистарских таблица, производња саобраћајних знакова, обележавање ознака на коловозу као и производња и продаја опреме за путеве и обезбеђење градилишта.
- Цвећара Хедерица, на броју 19
- Меркур боје и лакови - продавница грађевинског материјала, на броју 21
- Рибарница и фисхбургерија Лавач, на броју 24
- Good Food Store - продавница здраве хране и ринфузне робе, на боју 28
- Ресторан Сомборски салаш, на броју 28
- Тениски клуб Гаме, на броју 28
- Апотека Еликсир ДН, на броју 30
- ТСВ Дисконт, на броју 30

## Галерија
- Ватрогасна станица
- Поглед на улицу
- Боја д.о.о. Сомбор
- Цвећара Хедерица
- Рибарница и фисхбургерија Лавач
- Поглед на улицу из правца Улице Самка Радосављевића